# Marguerite d'Enghien
Marguerite d'Enghien, född 1365, död efter 1394, var en franska vasall, regerande grevinna av Brienne och Conversano och regerande dam av Enghien och Beauvois från. Hon ärvde sina domäner efter sin far vid hans död 1394, med sin make som jure uxoris medregent. Hennes son ärvde sedan titlarna. Hennes dödsdatum är dock oklart. 